# 해성DS
해성DS 주식회사는 경상남도 창원시 성산구 웅남로 726에 본사를 둔 리드 프레임 제조 기업이다. 외국인 주주 지분율이 14.56%이다.